# Championnat du Chili de football 1975
Navigation
Saison précédente Saison suivante
La saison 1975 du Championnat du Chili de football est la quarante-troisième édition du championnat de première division au Chili. Les dix-huit meilleurs clubs du pays sont regroupés au sein d'une poule unique où elles s'affrontent deux fois, à domicile et à l'extérieur. En fin de saison, les deux derniers du classement sont relégués et remplacés par les deux meilleurs clubs de Segunda Division, la deuxième division chilienne. 
C'est le club de l'Unión Española qui remporte le championnat cette saison après avoir terminé en tête du classement final, avec deux points d'avance sur le Club Deportes Concepción et huit sur un duo composé du tenant du titre, le Club Deportivo Huachipato et du Green Cross-Temuco. C'est le quatrième titre de champion du Chili de l'histoire du club.

## Les clubs participants
| - Club Deportivo Huachipato - Colo Colo - Club Deportivo O'Higgins - CF Universidad de Chile - Unión Española - Santiago Wanderers - CSD Rangers - Deportes Magallanes - Club de Deportes Antofagasta | - Green Cross-Temuco - Club de Deportes Lota Schwager - Deportes Naval de Talcahuano - Club de Deportes Aviación - Club Deportes Concepción - Club Deportivo Palestino - CD Santiago Morning - Promu de Segunda Division - CD Everton de Viña del Mar - Promu de Segunda Division - Deportes La Serena |

## Compétition
Le barème utilisé pour établir le classement est le suivant :
- Victoire : 2 points
- Match nul : 1 point
- Défaite : 0 point

### Classement
| Rang | Équipe                       | Pts | J  | G  | N  | P  | Bp | Bc | Diff |
| ---- | ---------------------------- | --- | -- | -- | -- | -- | -- | -- | ---- |
| 1    | Unión Española               | 50  | 34 | 20 | 10 | 4  | 76 | 36 | +40  |
| 2    | Club Deportes Concepción     | 48  | 34 | 20 | 8  | 6  | 56 | 30 | +26  |
| 3    | Club Deportivo Huachipato T  | 42  | 34 | 18 | 6  | 10 | 57 | 40 | +17  |
| 4    | Green Cross-Temuco           | 42  | 34 | 15 | 12 | 7  | 51 | 38 | +13  |
| 5    | Club Deportivo Palestino C   | 39  | 34 | 13 | 13 | 8  | 66 | 49 | +17  |
| 6    | Colo Colo                    | 39  | 34 | 16 | 7  | 11 | 56 | 44 | +12  |
| 7    | Lota Schwager                | 37  | 34 | 14 | 9  | 11 | 44 | 46 | -2   |
| 8    | CD Santiago Morning P        | 33  | 34 | 13 | 7  | 14 | 59 | 68 | -9   |
| 9    | Club de Deportes Antofagasta | 31  | 34 | 9  | 13 | 12 | 64 | 62 | +2   |
| 10   | Santiago Wanderers           | 30  | 34 | 9  | 12 | 13 | 33 | 43 | -10  |
| 11   | Deportes La Serena           | 30  | 34 | 11 | 8  | 15 | 50 | 61 | -11  |
| 12   | CD Everton de Viña del Mar P | 29  | 34 | 8  | 13 | 13 | 57 | 59 | -2   |
| 13   | CF Universidad de Chile      | 29  | 34 | 10 | 9  | 15 | 50 | 56 | -6   |
| 14   | Deportes Naval de Talcahuano | 29  | 34 | 9  | 11 | 14 | 32 | 47 | -15  |
| 15   | CSD Rangers                  | 27  | 34 | 9  | 9  | 16 | 50 | 66 | -16  |
| 16   | Deportes Magallanes          | 26  | 34 | 9  | 8  | 17 | 45 | 65 | -20  |
| 17   | Club de Deportes Aviación    | 26  | 34 | 8  | 10 | 16 | 40 | 63 | -23  |
| 18   | Club Deportivo O'Higgins     | 25  | 34 | 8  | 9  | 17 | 46 | 59 | -13  |

|  | Qualification pour la Copa Libertadores 1976                                     |
|  | Qualification pour la Liguilla pré-Libertadores                                  |
|  | Participation au barrage de relégation                                           |
|  | Relégation directe en Segunda Division                                           |
|  | T : Tenant du titre C : Vainqueur de la Copa Chile P : Promu de Segunda Division |

### Liguilla pré-Libertadores
- Les clubs classés entre la 2e et la 5e place se retrouvent en Liguilla pré-Libertadores.

| Rang | Équipe                      | Pts | J | G | N | P | Bp | Bc | Diff |  | Résultats (▼ dom., ► ext.)  | Pal | Con | Hua | Gre |
| ---- | --------------------------- | --- | - | - | - | - | -- | -- | ---- |  | --------------------------- | --- | --- | --- | --- |
| 1    | Club Deportivo Palestino    | 4   | 3 | 1 | 2 | 0 | 6  | 4  | +2   |  | Club Deportivo Palestino    |     |     | 3-1 | 2-2 |
| 2    | Club Deportes Concepción    | 3   | 3 | 1 | 1 | 1 | 4  | 4  | 0    |  | Club Deportes Concepción    | 1-1 |     |     | 3-1 |
| 3    | Club Deportivo Huachipato T | 3   | 3 | 1 | 1 | 1 | 3  | 3  | 0    |  | Club Deportivo Huachipato T |     | 2-0 |     |     |
| 4    | Green Cross-Temuco          | 2   | 3 | 0 | 2 | 1 | 3  | 5  | -2   |  | Green Cross-Temuco          |     |     | 0-0 |     |

|  | Qualification pour la Copa Libertadores 1976 |
|  | T : Tenant du titre                          |

#### Barrage de relégation
| Équipe 1                  | Résultat | Équipe 2            |
| ------------------------- | -------- | ------------------- |
| Club de Deportes Aviación | 1 - 0    | Deportes Magallanes |

## Bilan de la saison
| Championnat du Chili de football 1975 |                           |
| Champion                              | Unión Española (4e titre) |
| Coupes et trophées                    |                           |
| Vainqueur de la Coupe du Chili 1975   | Club Deportivo Palestino  |
| Qualifications continentales          |                           |
| Copa Libertadores 1976                | Unión Española            |
| Copa Libertadores 1976                | Club Deportivo Palestino  |
| Promotions et relégations             |                           |
| Promus en Primera División            | CD Universidad Católica   |
| Promus en Primera División            | Club de Deportes Ovalle   |
| Relégués en Segunda División          | Club Deportivo O'Higgins  |
| Relégués en Segunda División          | Deportes Magallanes       |